# 中華民族の偉大な復興
中華民族の偉大なる復興 (ちゅうかみんぞくのいだいなるふっこう、簡体字中国語: 中华民族伟大复兴) とは、中国共産党および習近平総書記（最高指導者）が掲げるスローガンや目標・構想である。

## 歴史
中華民国の国父である孫文（孫中山）は、「中華を振興せよ」というスローガンを掲げていた。
- 1997年の中国共産党第15回全国代表大会（十五大）で「中華民族の全面的な振興の実現」が提起された。
- 2002年の中国共産党第16回全国代表大会（十六大）で「中華民族の偉大なる復興」が正式に中国全土の目標として採用された。
- 2012年の中国共産党第18回全国代表大会（十八大）で総書記に就任した習近平はこのスローガンを基盤として「中国の夢」という構想を打ち出した。

## 肯定的評価
「中華民族の偉大なる復興」に対する肯定的な評価は、主に中国国内のメディアによるものである。
『人民日報』によれば、
- 中国人の抗日戦争における勝利は、近代以降の中華民族が復興へと歩みを進める歴史的な転換点となった。この勝利の要因として、「愛国主義を核とする民族精神」、「中国共産党の指導力」、「覚醒した中国人」、「全国民による戦争の覚悟」、さらには「平和と正義を重んじる国際社会からの支援」が挙げられている。
- 習近平総書記は、中国人民抗日戦争および世界反ファシズム戦争勝利75周年記念会において、中国人民の抗日戦争と世界反ファシズム戦争の歴史を振り返り、抗日戦争勝利の歴史的教訓を総括した。その講話を深く学び理解することにより、抗日戦争勝利の歴史的要因やその偉大な意義を再認識し、抗戦精神を大いに発揚することが求められている。
- これは、「四つの意識」の強化、「四つの自信」の確立、「二つの維持」の実践を通じ、新時代の長征を歩み、「二つの百年」目標の達成と「中国の夢」、すなわち中華民族の偉大なる復興を実現する上で極めて重要な意義を持つとされている[2]。

2021年9月、中国現代国際関係研究院の院長である袁鵬は、中国新聞社のインタビュー『東西問』において、2021年に行われた米中高官会談（アラスカ会談）に言及した。その中で、中共中央政治局委員・中央外事工作委員会弁公室主任の楊潔篪が、アメリカに対して「あなた方は、中国の前で話す実力が無い」と強く対応したことについて、袁氏はこれが「アメリカの強者こそが正義という外交姿勢への対抗であり、中国がアメリカの地位を脅かし、覇権を奪取しようとしているわけでは無い」と説明した。彼はまた、中国指導者が繰り返し強調しているように「中華民族の偉大なる復興」は「アメリカを超えること」や「世界の覇権を握ること」と必然的に結びつくものではないと述べた。

## 否定的評価
「中華民族の偉大なる復興」を推進し、中国共産党の立場を強化するために、近年は毛沢東の評価を高める傾向を示している。毛沢東は「中華民族の偉大なる復興」に貢献を果たしたと称賛される一方で、彼への個人崇拝や政治運動（例：土地改革運動、鎮反運動、三反五反運動、反右派闘争、大躍進、人民公社運動、四清運動、文化大革命など）に関する負の側面は、意図的に過小評価されるとの指摘もある。
また、一部の評論家は、習近平の掲げる「中華民族の偉大なる復興」が、ヒトラーのスローガン「一つの民族、一つの帝国、一人の指導者」と類似していると指摘している。ヒトラーと習近平の共通点として、「民族的誇り」と「経済発展」を掲げ、隣接する同民族の小国の主権や自由・民主制を否定する動きがあると分析されている。また、両者は「民族的屈辱」を理由に、「ドイツ民族の復興＝中華民族の復興」を訴えた点でも共通するとされ、「赤ナチズム（赤ナチ）」という概念が論じられることもある。さらに、習近平の「中華民族の偉大なる復興」のスローガンが、中国民族の自信を高めると同時に、共産党の支配を強化する意図があると指摘されており、これにより、中国は第二次世界大戦前のナチス・ドイツ（第三帝国）に類似したではないかという懸念が、世界各国、特に日本、台湾、ASEAN諸国など中国周辺地域で高まっている。
近年、中国は「中華民族の偉大なる復興」を推進するために「一帯一路」を掲げ、積極的に国際社会へ参加している。しかし、2020年以降、新型コロナウイルス感染症（COVID-19）に関する問題や、国際的な摩擦の影響により、中国の国際的なイメージは悪化している。ピュー・リサーチ・センターが2020年10月に発表した最新の世論調査によると、主要国における対中感情の悪化が顕著となっている。
中国に対する否定的な見方を示した割合は、ドイツ71%、アメリカ73%、オランダ73%、スウェーデン85%、カナダ73%、スペイン63%、フランス70%、イタリア62%、台湾69%、韓国75%、日本86%であった。特に、イギリスとオーストラリアにおける対中感情の悪化が顕著であり、2018年にはイギリスの49%が中国に好感を持っていたが、2020年には74%が否定的な見解を示すに至った。この状況により、「習近平が掲げる中華民族の偉大なる復興が、本当に実現可能なのか」について疑問を抱く声もある。しかし、中国国内では、西側諸国の対中感情の悪化こそが「中国の台頭の証」と認識され、「中華民族の偉大なる復興」とは無関係であるとする意見も根強い。